# Uniwersytet w Aarhus
Uniwersytet w Aarhus (duń. Aarhus Universitet) – duńska uczelnia założona w 1928 roku jako Universitetsundervisningen i Jylland (Uniwersytet Nauczania na Jutlandii).
Powstał jako drugi uniwersytet w Danii. Siedziba znajduje się w mieście Aarhus. Studiuje na nim 37 tysięcy studentów.

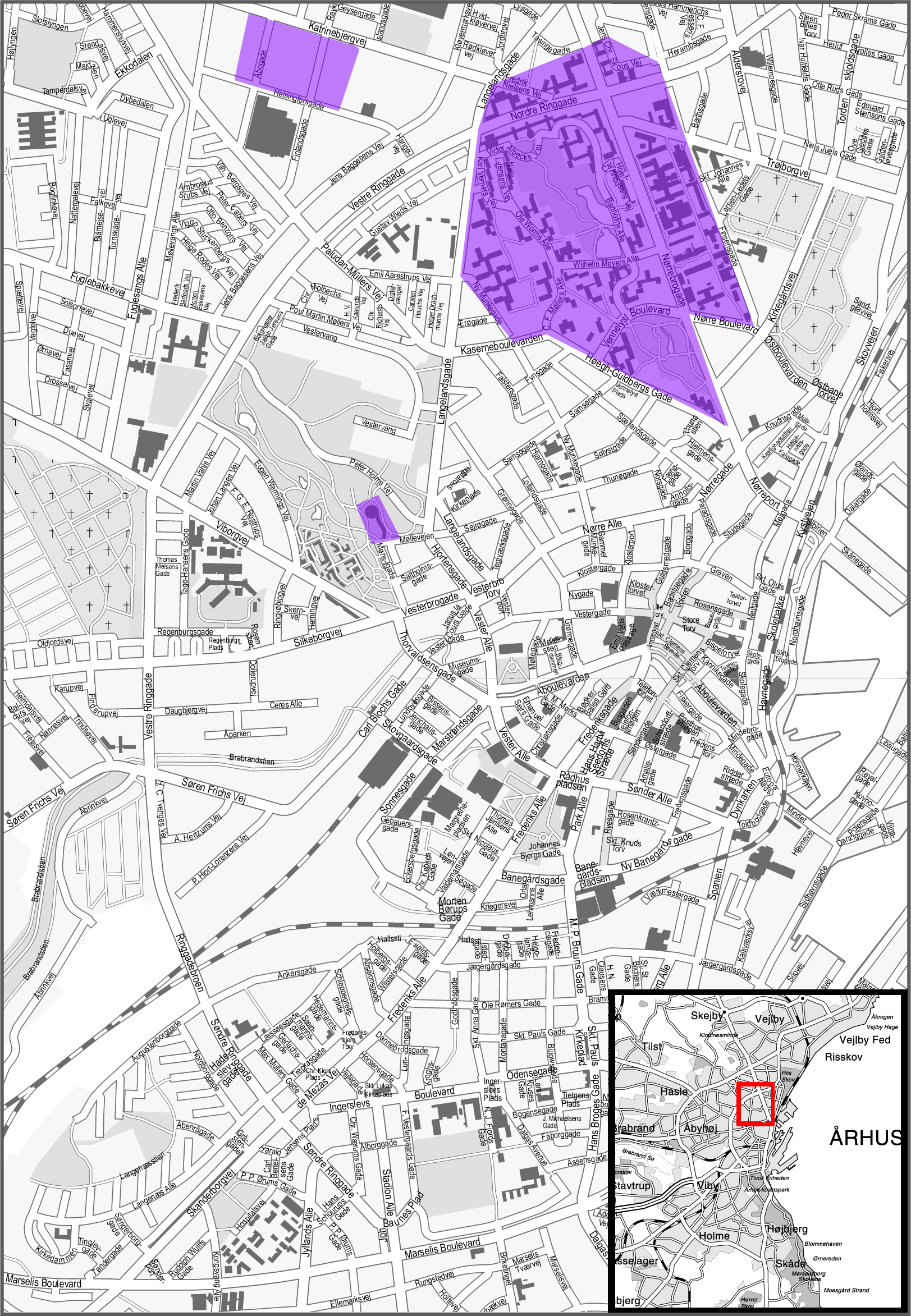
Lokalizacja uczelni w mieście Aarhus

## Ranking
Uniwersytet rokrocznie zajmuje wysokie miejsca w międzynarodowych rankingach. W 2009 QS World University Ranking ogłosił go numerem 63 na świecie oraz numerem 2 w rankingu uczelni skandynawskich. W 2010 roku uczelnia zdobyła 55. miejsce w światowym rankingu Leiden Ranking.

## Wydziały
- Danmarks Miljøundersøgelser (National Environmental Research Institute of Denmark)
- Danmarks Pædagogiske Universitetsskole
- Det Humanistiske Fakultet
- Det Jordbrugsvidenskabelige Fakultet
- Det Naturvidenskabelige Fakultet
- Det Samfundsvidenskabelige Fakultet
- Det Sundhedsvidenskabelige Fakultet
- Det Teologiske Fakultet
- Handelshøjskolen (Aarhus School of Business)
- Aarhus Universitet, Handels- og Ingeniørhøjskolen

## Partnerzy
- Uniwersytet Fudan, Szanghaj
- SANORD South African-Nordic Centre
- Sino-Danish Centre, Pekin
- Grupa Coimbra
- Sieć Utrechcka
- Europejskie Stowarzyszenie Uniwersytetów
- Uniwersytet Rzeszowski

## Znani absolwenci
- Fryderyk X – król Danii (od stycznia 2024)
- Małgorzata II – królowa Danii (1972-2024)
- Jens Christian Skou – duński chemik, laureat nagrody nobla w dziedzinie chemii (1997)
- Anders Fogh Rasmussen – premier Danii (2001–2009), sekretarz generalny NATO (2009-2014)
- Dan Jørgensen – polityk, członek Parlamentu Europejskiego (2004-2013)
- Søren Gade – polityk, minister obrony narodowej (2004-2010), od 2022 przewodniczący duńskiego parlamentu
- Jørgen Skov Sørensen – duchowny i teolog luterański, działacz kościelny i ekumeniczny[4]
- Bjarne Stroustrup – informatyk, twórca języka programowania C++